# Culture de la céramique cordée
Objets typiques
Poteries à motifs en forme de cordelettes
La culture de la céramique cordée est une culture du Néolithique final qui se développe en Europe du Nord entre environ 3000 et 2200 av. J.-C. Elle s’étend de la Russie au nord-est de la France, en passant par le Sud de la Scandinavie (où elle est désignée soit comme « culture des tombes individuelles » (en allemand Einzelgrabkultur), soit comme  « culture des haches de combat »). Identifiée au début des années 1880, elle doit son nom à une caractéristique de ses poteries, décorées avant cuisson par impression de cordelettes sur l'argile crue. 
La culture de la céramique cordée représente un changement culturel majeur en Europe centrale et septentrionale, correspondant à des changements dans l'économie, l'idéologie et les pratiques mortuaires.
Cette période est notamment marquée par une importante migration vers l'Europe de l'Ouest de populations venues de l'Est, issues de la culture Yamna.

## Découverte (années 1880) et datation

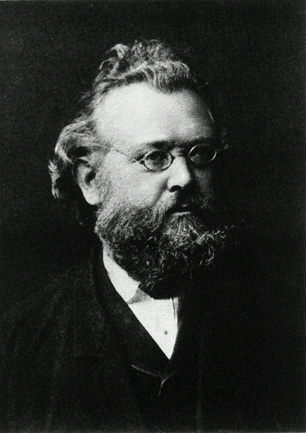
L'archéologue Friedrich Klopfleisch, inventeur du concept de culture de la céramique cordée.

C'est l'archéologue allemand Friedrich Klopfleisch qui différencie le premier (en 1883-1884) la culture de la céramique cordée de la culture rubanée alors seule connue, la reconnaissant comme une civilisation autonome, qu'il nomme d'après le symbolisme caractéristique des vestiges céramiques. 
En 1891, le préhistorien Alfred Götze y distingue une période initiale et une période de maturité, à laquelle il rattache la culture de Rössen,. 
En ce qui concerne la datation, le préhistorien tchèque Josef Ladislav Píč estime que, en Bohême, la céramique cordée a coexisté avec la céramique rubanée, tout en lui étant antérieure. Il s'oppose sur ce point à Otto Tischler de l’université de Königsberg, qui en 1883 a daté la céramique cordée du Néolithique final. 
Ce n'est qu'en 1898 que K. Schumacher démontre catégoriquement, en s'appuyant sur des analyses stratigraphiques de villages lacustres du Sud de l'Allemagne, que la céramique cordée appartient au Néolithique final et marque la transition avec l’âge du bronze en Europe centrale, alors que la céramique rubanée est beaucoup plus ancienne (5° millénaire).
Les groupes datés au radiocarbone associés à la culture de la céramique cordée les plus ancien proviennent de tombes uniques du Jutland au Danemark et du nord de l'Allemagne vers 2900 av. J.-C. Cette culture est associée à l’apparition de tombes individuelles (peu de temps après le déclin des constructions mégalithiques), composées d’un petit tumulus rond et d’une nouvelle pratique de sépulture différenciée selon le sexe, privilégiant les individus de sexe masculin orientés ouest-est (avec des exceptions régionales), combinée à l'ensevelissement avec de nouveaux types de haches de combat (A-Ax).

## Extension géographique

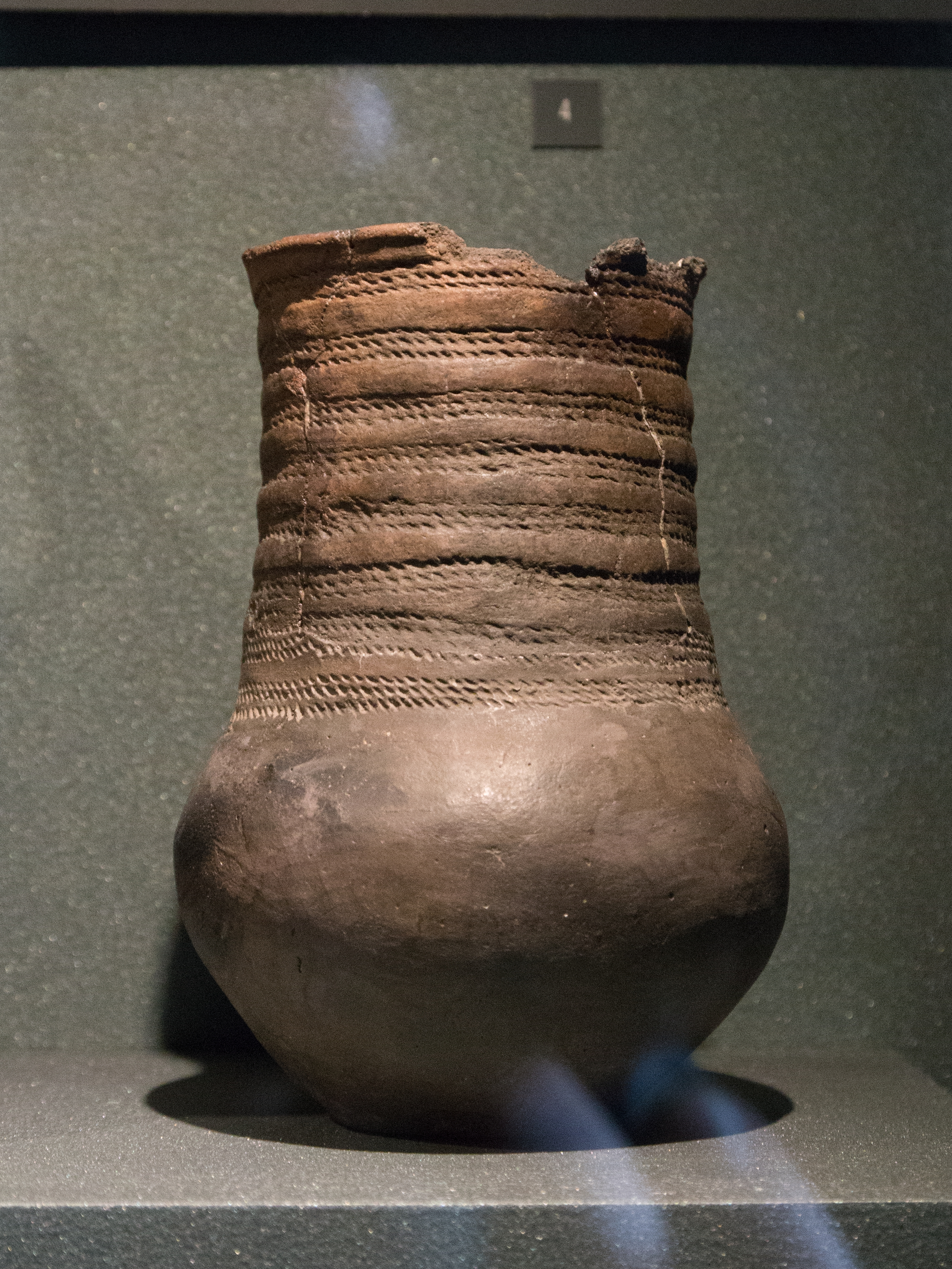
Poterie de la céramique cordée trouvée près de Velké Přílepy

La culture de la céramique cordée s'est épanouie entre la Suisse et la Russie centrale en passant par l’Europe centrale et la Scandinavie méridionale. L'unité des différents peuples qui habitaient ces régions réside dans l’ornementation commune des poteries, la forme des sépultures et l'usage de haches de guerre en pierre polie. Le rameau scandinave, qui se distingue par ses haches naviformes (à lame en forme de bateau), est désigné en allemand comme Bootaxtkultur. Ces haches sont en pierre polie, à perforation centrale. Elles pourraient être des imitations de certains modèles de haches en cuivre. En Russie, la culture de la céramique cordée est désignée comme culture de Fatianovo-Balanovo.
On distingue trois grands bassins culturels, aux pratiques plus ou moins homogènes : 
- le bassin méridional : nord-est de la France, Hesse, Saxe et Thuringe, Allemagne méridionale et Suisse, Autriche, Bohême, Moravie ;
- le bassin septentrional qu'on peut identifier avec celui des poteries à pied, des tombes individuelles et des villages lacustres : Pays-Bas, ouest et nord de l'Allemagne, Danemark, Suède méridionale, Poméranie, Prusse Orientale et pays baltes.
- le bassin d'Europe orientale est assez différent culturellement des deux précédents.

Le développement de cette culture est souvent concomitant de rituels funéraires spécifiques, des petits tumuli circulaires et individuels, dans lesquels on découvre non seulement une hache en pierre polie, mais aussi des poteries caractéristiques de cette culture.

## Le problème des origines

### Hypothèses élaborées à partir des données archéologiques
Si certains chercheurs (dits « Immobilistes ») voient dans la céramique cordée une culture autochtone de l'Europe née d'évolutions sociales, principalement des échanges entre populations autochtones, la majorité des archéologues considèrent qu'elle reflète une migration de populations importantes venues de l'Est. Pour l'instant les vestiges les plus anciens, retrouvés en Petite-Pologne, remontent au XXIXe siècle av. J.-C.. Mais le nombre de vestiges d'Europe orientale est encore bien trop faible pour pouvoir localiser avec certitude l'origine de cette culture.

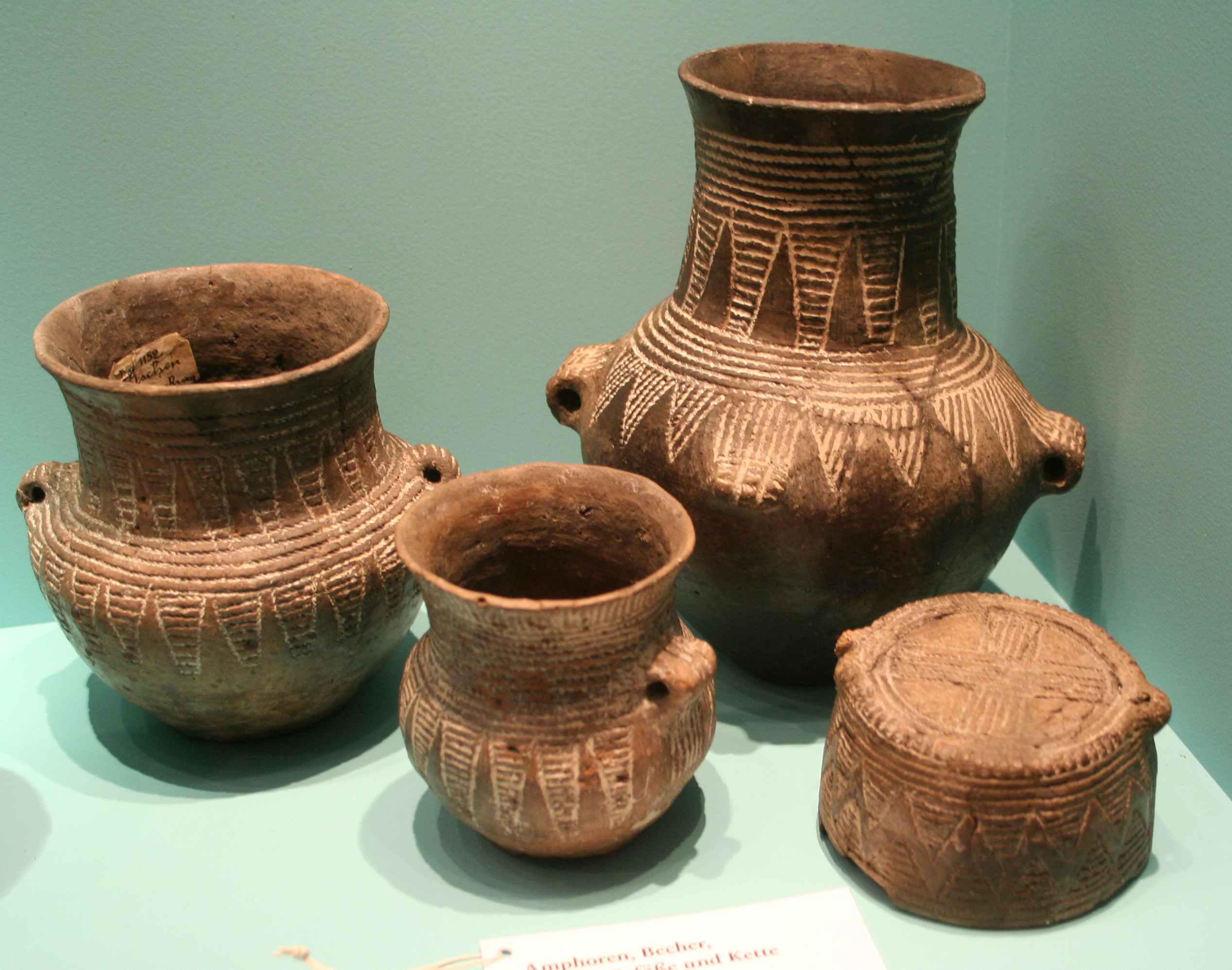
Poteries de la culture de la céramique cordée exposées au Museum für Vor- und Frühgeschichte (Berlin). env 2500 avant notre ère

D'autres chercheurs ont considéré que les peuplades qui ont produit cette culture étaient d'origine nordique ; ainsi Gustaf Kossinna fait de la culture de la céramique cordée le principal facteur de la dispersion des populations européennes, à partir d'un berceau situé en Allemagne du Nord, dans toutes les directions. Vere Gordon Childe, en 1926, privilégie les steppes de la Russie d'Europe comme région d'origine de cette culture. Ces hypothèses sont rapidement explorées et validées par Marija Gimbutas. Les guerriers à la hache sont attestés dès le IIIe millénaire av. J.-C. en Ukraine, en Moldavie, dans les Balkans et la haute vallée du Danube, qu’ils envahissent à trois reprises et où ils se mélangent aux populations d’agriculteurs néolithiques, présents dès le VIIe millénaire av. J.-C., déjà très civilisés, vivant dans des villages ou villes et fabriquant une belle poterie peinte.
Dans les années 1980, Alexander Haüsler puis Christopher Tilley considèrent que cette culture aurait été le fruit d'évolutions locales, dans le cadre d'une lente évolution de la culture des vases à entonnoir. Colin Renfrew en 1987, rejetant l'hypothèse de l'origine kourgane, reprend lui aussi cette thèse :  en effet, il constate la rareté des traces de cette culture en Grèce et leur absence en Italie,.

### Hypothèses fondées sur les données linguistiques
Néanmoins, plusieurs paléolinguistes suggèrent que les hommes de la culture des haches de combat sont les ancêtres communs des peuples germaniques, baltes et slaves (c'est-à-dire du rameau septentrional des Indo-Européens, dit aussi germano-slave), voire des Celtes et des peuples italiques.

### Apports récents de la génétique
Les analyses génétiques les plus récentes (2015-2019) confirment les hypothèses des archéologues qui considéraient que la céramique cordée reflète une migration de populations importantes venues de l'Est,. Ainsi, la comparaison de l'ADN de ces deux cultures a montré que les squelettes étudiés de la céramique cordée devaient les trois-quarts de leur ascendance à la culture Yamna. Cela suggère une migration massive de populations de la steppe pontique à l'Europe centrale, il y a environ 5 000 ans, qui aurait pu propager, concluent les auteurs de l'étude, une forme précoce de la langue indo-européenne. Pour la première fois, une étude relie par une signature génétique commune deux cultures matérielles éloignées, et suggère qu'elles parlaient une forme de l'indo-européen.
La culture de la céramique cordée se répandit dans le nord et le centre de l'Europe. Ainsi, l'« ascendance des steppes », comme les auteurs de la publication la dénomment, se trouve dans la plupart des Européens d'aujourd'hui, qui peuvent retracer leurs origines à la fois dans les individus de la céramique cordée et plus anciennement dans ceux de la culture de Yamna.
En 2019, la majorité des hommes étudiés (16/24) issus des contextes de la céramique cordée appartenaient à des haplogroupes R1a du chromosome Y, alors qu'une fraction plus petite appartenait à R1b (3/24) ou I2a (3/24) lignées. L'haplogroupe R1a n'a pas été retrouvé parmi les populations d'agriculteurs du Néolithique ni dans les groupes de chasseurs-cueilleurs d'Europe centrale et occidentale, mais il a été signalé chez des chasseurs-cueilleurs d'Europe de l'Est et des groupes énéolithiques. Les individus de la steppe pontique-caspienne associés à la culture Yamna portent principalement des haplotypes R1b et non R1a,.
En Bohême, la découverte d'ascendance de type du nord-est de l'Europe au début de la céramique cordée (CC), en conjonction avec l'absence de partage du chromosome Y entre les premiers mâles de la CC et des populations Yamna, suggère un rôle limité ou indirect des Yamna connus dans l'origine et la propagation de la CC en Europe centrale. Ces résultats signifieraient une contribution des steppes forestières énéolithiques du nord-est de l'Europe au début de la CC, ou scénario moins probable que la diffusion de la CC dans cette région serait liée à une population de steppes jusqu'ici (2021) non échantillonnée. Cette première hypothèse est partagée par le paléogénéticien Volker Heyd pour qui la signature génétiques des premières populations de la céramique cordée correspond le mieux aux populations des régions de steppe forestière immédiatement à l'est des Carpates, entre les rivières Prut/Dniestr et Dniepr Les profils génétiques très divers (à la fois nucléaire et chromosomique Y) des premiers CC suggèrent une organisation sociale différente de ceux des derniers CC et des populations de la culture campaniforme, dont le motif chromosomique Y est révélateur d'une patrilinéarité stricte.
Une étude publiée en 2020 et portant sur le Sud-Est de la Pologne montre que dans certains cas, maternellement, les individus sont liés à des lignées néolithiques antérieures, tandis que du côté paternel, une ascendance steppique est clairement visible. Sur le territoire de la Suisse actuelle, dans le sud de l'Allemagne et en Alsace, dès 2 800 avant notre ère, l'apparition de la culture de la céramique cordée coïncide avec l'arrivée de nouvelles populations d'ascendance de la steppe pontique-caspienne. De façon remarquable, les chercheurs observent les restes d'individus féminins sans ascendance détectable liée à la steppe jusqu'à 1 000 ans après l'arrivée de cette ascendance dans la région. Ainsi, si une population relativement homogène occupe de grandes parties de l'Europe centrale y compris la Suisse au début de l'âge du bronze, des populations sans ascendance liée à la steppe existent parallèlement aux groupes culturels de la céramique cordée pendant des centaines d'années.
Les squelettes étudiés de la culture des tombes individuelles montrent une composante ascendante importante dérivée de la culture Yamna (c.-à-d. des steppes) et une ressemblance génétique étroite avec les groupes de la céramique cordée (et apparentés) qui étaient présents dans de grandes parties de l'Europe du Nord et centrale à l'époque. Ils semblent également indiquer que l'émergence de cette culture au Danemark faisait partie de l'expansion démographique du Néolithique tardif et du Bronze ancien qui a balayé le continent européen au 3ème millénaire avant notre ère, entraînant divers degrés de processus de remplacement génétique et de mélange avec les populations néolithiques précédentes.

### Influences réciproques
Après que l'ascendance liée à la steppe pontique (culture Yamna) a été introduite pour la première fois en Europe, elle s'est étendue avec l'ascendance liée à la culture des amphores globulaires (CAG) dans toutes les régions européennes échantillonnées. Cela suggère que la propagation de l'ascendance liée à la steppe dans toute l'Europe a été principalement médiée par des groupes qui étaient déjà mélangés à des groupes d'agriculteurs liés à la culture des amphores globulaires des plaines d'Europe orientale.
Cette découverte a des implications majeures pour comprendre l'émergence de la culture de la céramique cordée. Une connexion stylistique de la céramique des amphores globulaires à la céramique cordée a longtemps été suggérée, y compris l'utilisation de récipients en forme d'amphore et le développement de motifs de décoration cordée. De plus, peu de temps avant l'émergence des premiers groupes de la céramique cordée, les groupes de l'est des amphores globulaires et de l'ouest de Yamna ont échangé des éléments culturels dans la zone de transition forêt-steppe au nord-ouest de la mer Noire, où des amphores en céramique et des haches en silex de la CAG ont été incluses dans les sépultures de Yamna, et l'utilisation typique de l'ocre par Yamna a été incluse dans les sépultures de la CAG, indiquant une interaction étroite entre ces groupes.
À la lumière des preuves génétiques, il semble que cette zone, et peut-être d'autres zones de contact similaires entre la CAG et Yamna (ou d'autres groupes de steppe/forêt-steppe étroitement liés) aient joué un rôle clé dans la formation de la culture de la céramique cordée à travers lequel l'ascendance liée à la steppe et l'ascendance liée au GAC se sont co-dispersées loin vers l'ouest et le nord. Cela a abouti à des situations d'interaction et de mélange régionales diverses, mais une partie importante de la dispersion de la céramique cordée s'est produite à travers des couloirs de transmission culturelle et démique qui avaient été établis par la CAG au cours de la période précédente.
Les nomades pasteurs de la culture Yamna ont introduit leur culture matérielle auprès des populations locales à travers une nouvelle langue connue sous le nom de proto-indo-européen,. Néanmoins, tous les mots dans les langues européennes ne sont pas d'origine proto-indo-européenne ; il existe des mots pour désigner la flore et la faune, qui doivent avoir été incorporés dans l'indo-européen par des cultures locales. Selon une étude publiée en 2017 dans l'American Journal of Archaeology par l'archéologue Rune Iversen et le linguiste Guus Kroonen de l'Université de Copenhague, cet échange aurait eu lieu dans le sud de la Scandinavie, vers 2800 av. J.-C. : « Les vestiges archéologiques nous apprennent qu'entre 2800 et 2600 avant J.-C., deux cultures très différentes coexistaient dans le sud de la Scandinavie : la culture néolithique locale connue sous le nom de culture des gobelets à entonnoir avec ses céramiques en forme d'entonnoir et ses pratiques funéraires collectives, et la culture des tombes individuelles influencée par la culture Yamna. La culture à entonnoir a finalement été remplacée par la culture des tombes individuelles, mais la transition a pris des centaines d'années dans la partie orientale du sud de la Scandinavie, et les deux cultures ont dû s'influencer mutuellement pendant cette période ».

## Archéologie

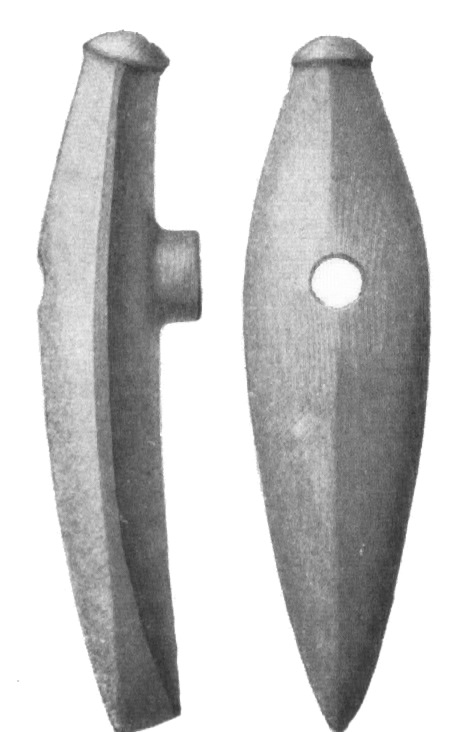
Les haches de combat naviformes, comme celle représentée ici, sont caractéristiques de la culture de la céramique cordée en Scandinavie.

### Sépultures
Les sépultures à tumulus où le corps du défunt est inhumé traditionnellement en position recroquevillée, couché sur le côté droit, regardant vers le sud (la tête est dirigée vers l'ouest), avec des armes, des marteaux, des couteaux en silex et des offrandes de nourriture (les femmes reposant sur leur côté gauche, la tête penchée vers l'est, avec des colliers de dents, des boucles d'oreilles en cuivre, des cruches, et souvent un pot en forme d'œuf placé près des pieds) sont typiques de la culture de la céramique cordée. On trouve aussi, sans que le détail de l’inhumation s’en trouve beaucoup altéré, quelques tombes à mégalithes. L'emploi de nouveaux types de sépultures pourrait renvoyer à l’émergence d'une distinction sociale.
En Petite Pologne (région de Cracovie), il existe des preuves nombreuses datant de 2550-2400 avant J.C. qui confirment la réception par les communautés locales de la céramique cordée des « idéologies funéraires » venant des régions du nord de la mer Noire identifiées avec la fin de la culture Yamna et la culture des catacombes. On voit à cette période la diffusion d'un nouveau type de tombe à catacombe ainsi que la coutume, qui veut que certaines sépultures masculines soient honorées de riches objets funéraires, y compris des armes ou une large gamme d'outils
Les enterrements partagés sont remarquablement fréquents dans certains cimetières de la céramique cordée d'Europe centrale. Jusqu'à 44 % des tombes de deux cimetières de la vallée de la Tauber, dans le sud de l'Allemagne, contenaient plus d'une personne. Curieusement, les sépultures partagées se trouvent principalement en dehors de la zone de répartition des tombes habituelles d'enfants en Europe centrale, ce qui suggère deux traditions funéraires au lieu d'une.
Une étude portant sur le Sud-Est de la Pologne a montré que, dans certains cas, des proches parents ont été enterrés ensemble malgré des moments de décès différents. À Święte, une jeune femme était probablement décédée plus tôt que la plus âgée, car ses restes avaient apparemment été exhumés d'un autre endroit et déposés dans la tombe avec la femme plus âgée. Fait intéressant, ces femmes étroitement liées ont passé leur enfance dans différents endroits, une étant une non-locale et l'autre, une personne locale de la région. D'autres individus étroitement liés ont également été trouvés, bien qu'ils n'aient pas été placés dans une double fosse, ils avaient été placés dans des sépultures à proximité les unes des autres. Les deux individus n'étaient pas des locaux. La parenté au premier degré identifiée était très probablement le père et son fils. La proximité des tombes indique que la parenté était une partie importante de la société et peut avoir été manifestée même dans les coutumes funéraires de ces communautés.

### Villages et économie (problème du nomadisme)
La rareté des sites archéologiques a longtemps conduit les archéologues à considérer les hommes de la céramique cordée comme des peuplades nomades. Encore aujourd'hui, le petit nombre d'habitats sédentaires retrouvés est une des caractéristiques de la culture de la céramique cordée, bien que par ailleurs elle ne soit pas différente des autres cultures du Néolithique final. L’araire et les bœufs de labour font leur apparition. La roue est de plus en plus utilisée (chars votifs en Hongrie, roues pleines en bois dans les tourbières des Pays-Bas).
Les vestiges les plus nombreux (dont d'authentiques fondations, et quelques puits) et les traces d'une économie de subsistance (graines de céréales, fruits secs retrouvés dans des poteries, ossements d'animaux, araires, sabots de bovins, chariots, etc.) montrent à l'évidence que ces hommes n'étaient pas seulement sédentaires, mais qu'ils maîtrisaient parfaitement les techniques de la culture et de l'élevage. Par leur spécialisation et leurs innovations techniques, ils étaient en mesure de pratiquer l'agriculture et la transhumance. Dans l'est de la Baltique, les données archéologiques semblent suggérer que certains groupes de la céramique cordée étaient principalement des pêcheurs plutôt que des agriculteurs.
La théorie du nomadisme, avant être définitivement abandonnée, a été battue en brèche par les recherches d'Evžen Neustupný ; selon lui, rien ne vient attester du caractère nomade de cette culture.

## Sous groupes

### Culture des tombes individuelles

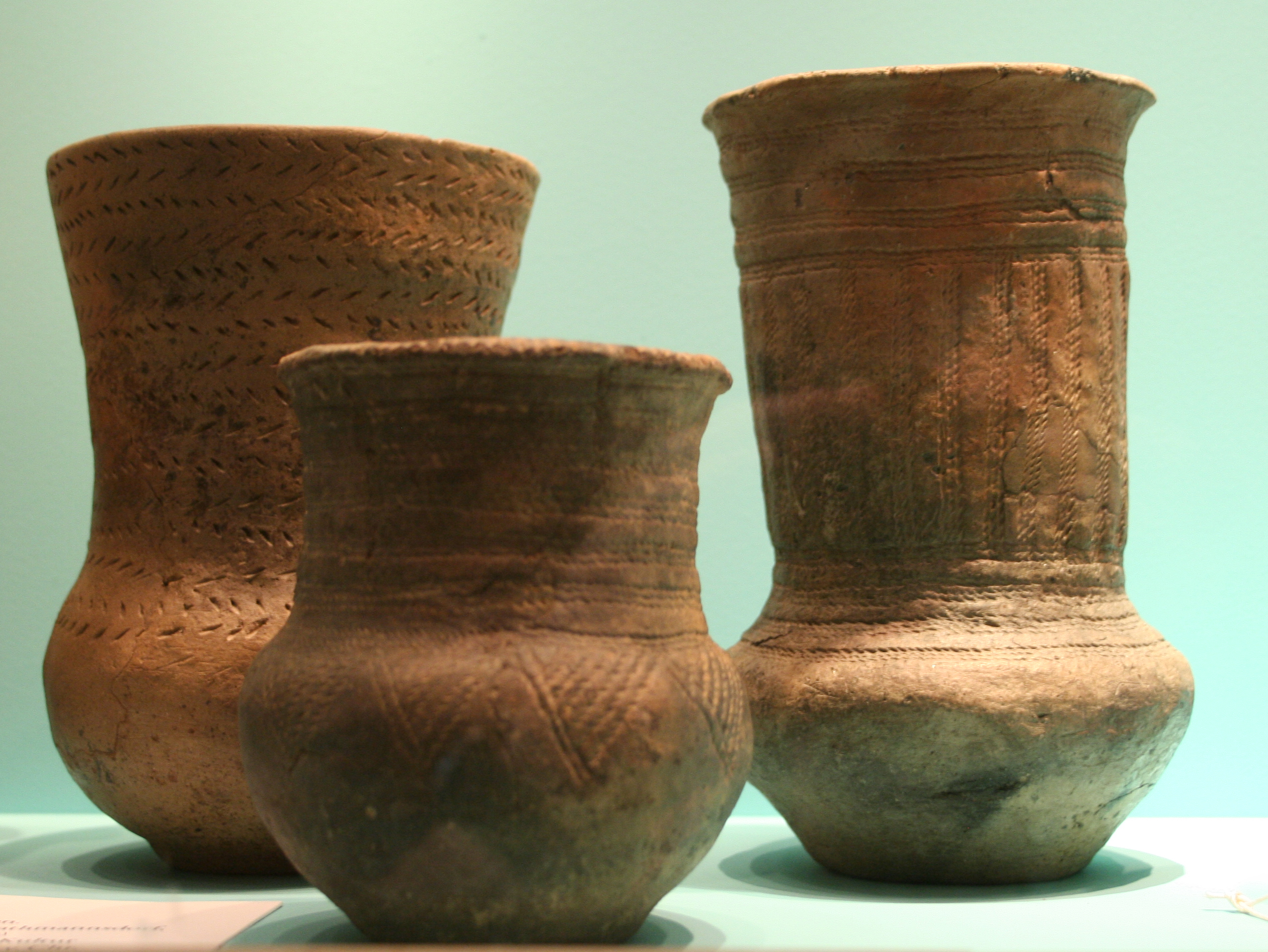
Vases à pied saillant (PFB), sous-ensemble de la culture des tombes individuelles.

Le terme « tombe individuelle » Single Grave (en) fait référence à une série de communautés du néolithique tardif du 3e millénaire avant notre ère vivant dans le sud de la Scandinavie, dans le nord de l'Allemagne et dans les Pays-Bas et partageant la pratique de l'inhumation unique et des vases en poterie.
Le terme culture des tombes individuelles a été introduit pour la première fois par l'archéologue danois Andreas Peter Madsen à la fin du XIXe siècle; il a découvert que cette culture était bien différente de celle des dolmens, des longs tumulus et des sépultures à passage. En 1898, l'archéologue danois Sophus Müller (en) présenta pour la première fois une hypothèse de migration selon laquelle les dolmens, les longs tumuli, les tombes à passage et les tombes individuelles récemment découvertes pouvaient représenter deux groupes de personnes complètement différents, affirmant que « les tombes individuelles sont des traces de tribus venant du sud ».
L'accent culturel mis sur les fournitures destinées à la boisson déjà caractéristique de la culture autochtone primitive de la culture des vases à entonnoir est synthétisée avec les traditions nouvellement arrivées de la culture de la céramique cordée. En particulier dans l'ouest (Scandinavie et nord de l'Allemagne), les récipients à boire ont un pied saillant et définissent la culture des vases à pied en saillie Protruding-Foot Beaker culture comme un sous-ensemble de la culture des tombes individuelles. Il a été proposé que la culture campaniforme dérive de cette branche spécifique de la culture de la céramique cordée.

### Culture suédo-norvégienne des haches de combat

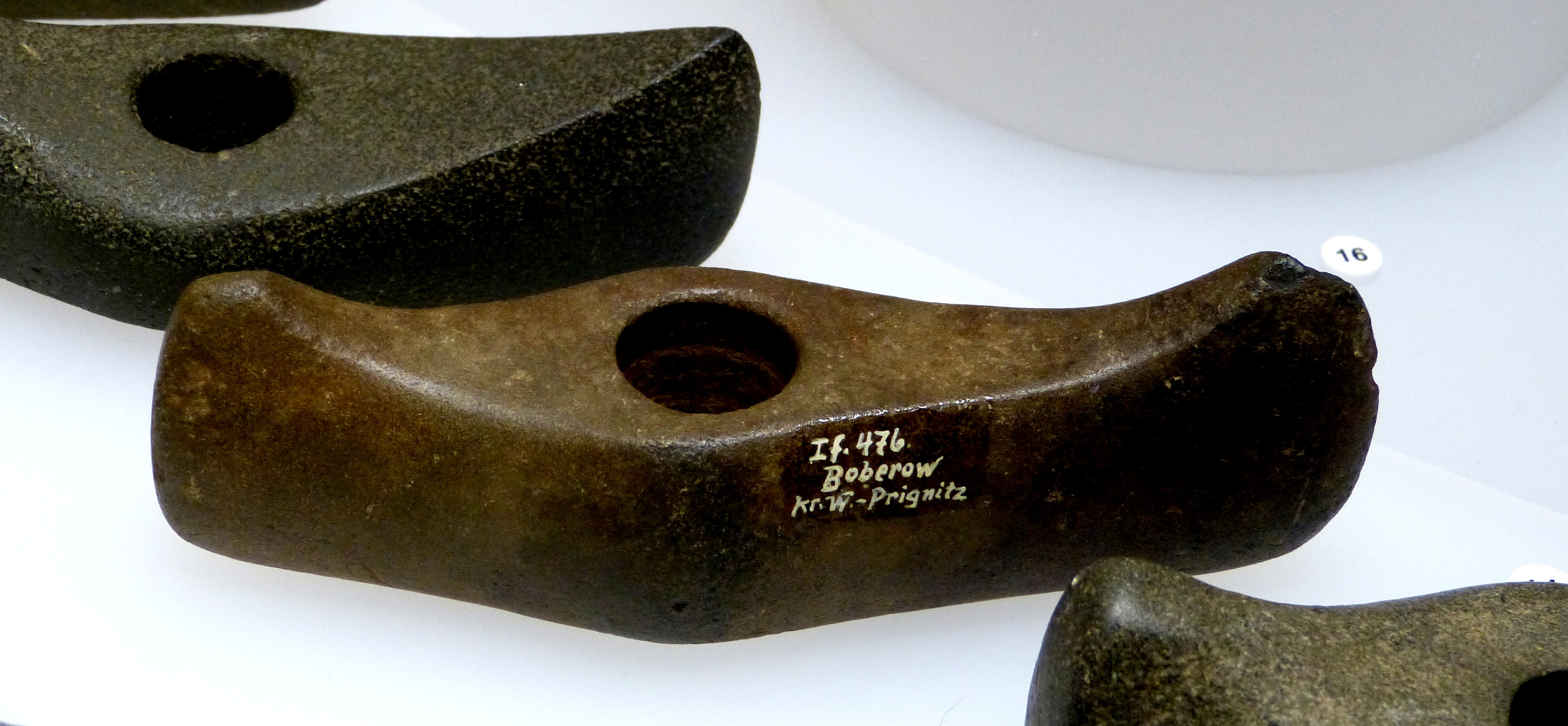
Haches de combat en forme de bateau caractéristiques de la culture de la céramique cordée scandinave et des côtes de l'Allemagne du Nord

La culture des haches de combat (Battle Axe culture) ou la culture des haches de bateau (Boat Axe culture), est apparue ca. 2800 avant notre ère et est connue par environ 3 000 tombes depuis la Scanie jusqu'à l'Uppland et le Trøndelag. Il existe de fortes continuités dans les traditions de l'artisanat de la pierre. Les anciennes méthodes ont été abandonnées à mesure que les cultures correspondantes sur le continent ont changé et que les agriculteurs vivant en Scandinavie ont pris part à certains de ces changements puisqu'ils appartenaient au même réseau. Les colonies se trouvent dans de petites fermes séparées sans aucune protection défensive.
Environ 3 000 haches de combat ont été découvertes sur des sites répartis dans toute la Scandinavie, mais elles sont rares dans le Norrland et le nord de la Norvège. On connaît moins de 100 colonies de peuplement et leurs restes sont négligeables, car ils sont situés sur des terres agricoles constamment utilisées qui ont été labourés. L'archéologue Einar Østmo signale des sites situés à l'intérieur du cercle polaire arctique dans les Lofoten et aussi au nord que la ville actuelle de Tromsø.
La culture des haches de combat était basée sur les mêmes pratiques agricoles que la culture précédente des vases à entonnoir, mais l'apparition du métal changea le système social. Ceci est marqué par le fait que la culture des vases à entonnoir avait des tombes mégalithiques collectives avec beaucoup de sacrifices, mais la culture des haches de combat a des tombes individuelles avec des sacrifices individuels.
Un nouvel aspect de la culture a été donné en 1993, lors de la fouille d’une maison consacré aux morts à Turinge, dans le Södermanland. Le long des murs autrefois en bois ont été retrouvés les restes d'une vingtaine de navires en argile, de six haches de travail et d'un hache de guerre, tous issus de la dernière période de la culture. Il y avait aussi les restes incinérés d'au moins six personnes. C'est la première découverte de crémation en Scandinavie et elle témoigne de contacts étroits avec l'Europe centrale.
Dans le contexte de l’entrée du peuple germanique dans la région, Einar Østmo souligne que les régions côtières de l’Atlantique et de la mer du Nord en Scandinavie, ainsi que les régions entourant la Baltique, ont été unies par une économie maritime vigoureuse, permettant une plus grande étendue géographique et une plus grande proximité culturelle que les cultures continentales intérieures ne pouvaient atteindre. Il signale le nombre largement répandu de gravures rupestres attribuées à cette époque, qui montrent des « milliers » de navires. Pour des cultures marines comme celle-ci, la mer est un lien et non un diviseur.
Une étude génétique publiée en 2019 montre que les individus de la culture des haches de combat correspondent à un groupe différent des autres populations néolithiques de Scandinavie, révélant une stratification entre groupes culturels. Semblables à la culture de la céramique cordée continentale, les individus associés à la culture des haches de combat possèdent une ascendance provenant des « bergers » des steppes pontiques et caspiennes, ainsi que des composants moindres provenant de chasseurs-cueilleurs et de paysans du Néolithique ancien. Ainsi, l'ascendance steppique observée chez ces individus scandinaves de la culture des haches de combat ne peut s'expliquer que par une migration vers la Scandinavie. L'étude montre également la réutilisation des tombes mégalithiques de la culture antérieure des vases à entonnoir (FBC) par des personnes liées à la culture des haches de combat. Les groupes des haches de combat se sont probablement mélangés avec des agriculteurs du néolithique moyen résidents (par exemple de la culture des vases à entonnoir) sans contribution substantielle des cueilleurs néolithiques de la culture de la céramique perforée.

## Société
Les analyses génétiques suggèrent une société patrilocale, dans laquelle les hommes restent sur le lieu de leur naissance et les femmes sont issues de familles éloignées qui ne portent pas d'ascendance steppique, système parental qui semble devenir la règle dans la culture campaniforme.